# گمینا بولسواویتس (استان ووتسکی)
گمینا بولسواویتس (استان ووتسکی) (به لهستانی:  Gmina Bolesławiec) یک گمینا در لهستان است که در شهرستان ویروشوف واقع شده‌است. گمینا بولسواویتس ۶۴٫۵۸ کیلومتر مربع مساحت و ۴٬۱۱۶ نفر جمعیت دارد.